# محمد الفولي
محمد الفولي (14 يناير 1987 - ) مترجم وكاتب وصحفي مصري، تخرَّج في كلية الآداب (جامعة القاهرة) عام 2008 وعمل بعدها صحفيًا ومترجمًا بوكالة الأنباء الإسبانية، وبدأ في ترجمة كتب من اللغة الإسبانية إلى اللغة العربية في مجالات كرة القدم والرواية.

## أعماله

### ترجمات
- حكاية عامل غرف: مختارات من أدب كرة القدم الأرجنتيني.[4]
- هذيان (رواية) تأليف: لاورا ريستريبو. صدرت 2018.[5]
- لماذا تلعب كرة القدم 11 ضد 11؟ - تأليف لوثيانو برنيكي.[6]
- الشرق يبدأ في القاهرة (رحلات) تأليف: إكتور أباد فاسيولينسي. صدرت 2018 [7]
- أخف من الهواء (رواية) تأليف: فيدريكو جانمير. صدرت 2019 [8]
- أغرب الحكايات في تاريخ المونديال - تأليف لوثيانو برنيكي.[9]
- استسلام (رواية). تأليف: راي لوريغا. صدرت 2019.[10]
- أشد ألم (رواية). تأليف: سنتياغو رونكاغليولو. صدرت 2019.[11]
- فالكو (رواية) تأليف: أرتوروبيريث ريبيرتي. صدرت 2019.[12]
- حفل في الوكر (رواية) تأليف: خوان بابلو بيالوبوس. صدرت 2020.[13]
- الجيوش (رواية) تأليف: إيبيليو روسيرو. صدرت 2021.[14]
- كينتوكي (رواية) تأليف: سامانتا شويبلين. صدرت 2021.[15]
- كظل يرحل (رواية) تأليف: أنطونيو مونيوث مولينا. صدرت 2021.[16]
- كيف قتلت أبي (رواية) تأليف: سارة خاراميو كلينكيرت. صدرت 2022.[17]
- بيت الورق (رواية) تأليف: كارلوس ماريا دومينغيث. صدرت 2023.[18]
- المستأجر (رواية) تأليف: خابيير ثيركاس. صدرت 2024.[18]
- هيبة الجمال (رواية) تأليف: بيداد بونيت. صدرت 2025.[19]

### مؤلفات
- تقرير عن الرفاعية (قصص قصيرة). 2019.[2]
- عين الصقر: أغرب القصص والمفارقات في عالم كرة القدم. 2022.[20]
- النص الأصلي: عن الترجمة ومسارات الحياة. صدر عام 2025.[21]
- الليلة الكبيرة (رواية). صدرت 2025.[22]